# Sisseton-Wahpeton
Pour les articles homonymes, voir Wahpeton.

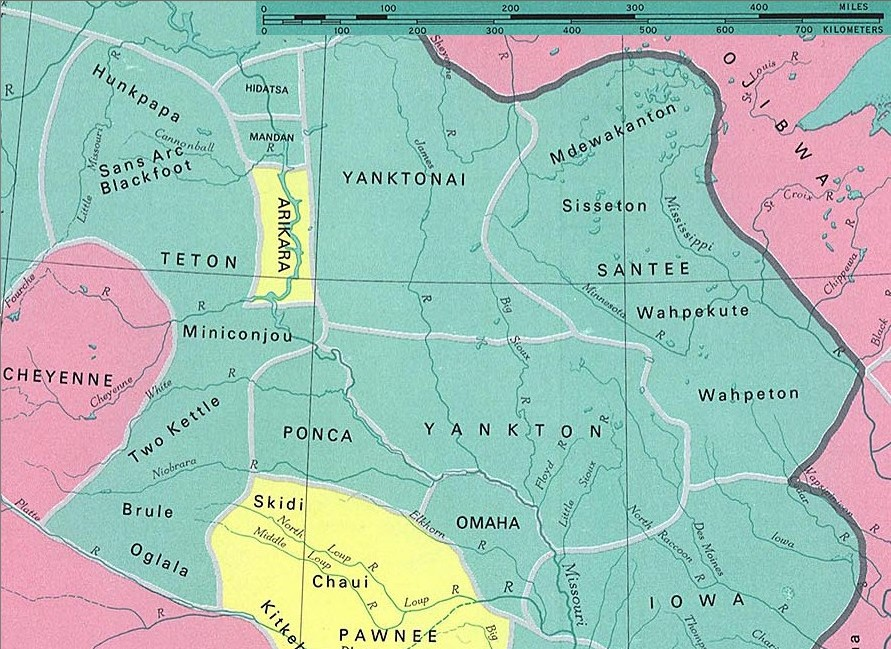
Localisation des tribus Sisseton-Wahpeton

Les tribus Sioux Sisseton-Wahpeton vivent dans le Dakota du Nord et le Dakota du Sud autour de la route Interstate 29. Ils vivent essentiellement dans la Réserve indienne de Lake Traverse Indian Reservation. 
Les tribus Sisseton-Wahpeton se répartissent en plusieurs petites communautés ou villages :
1. Old Agency (A-te-ya-pi-o-ti-tan-ni)
2. Lake Traverse (Bde-hda-kin-yan)
3. Buffalo Lake (Can-o-wa-na-sa-pi)
4. Veblen (He-i-pa)
5. Big Coulee (I-ya-ka-pta-pi)
6. Long Hollow (Ka-ksi-za-han-ska)
7. Enemy Swim (To-ka-ni-we-ya-pi)

## Traité de 1851

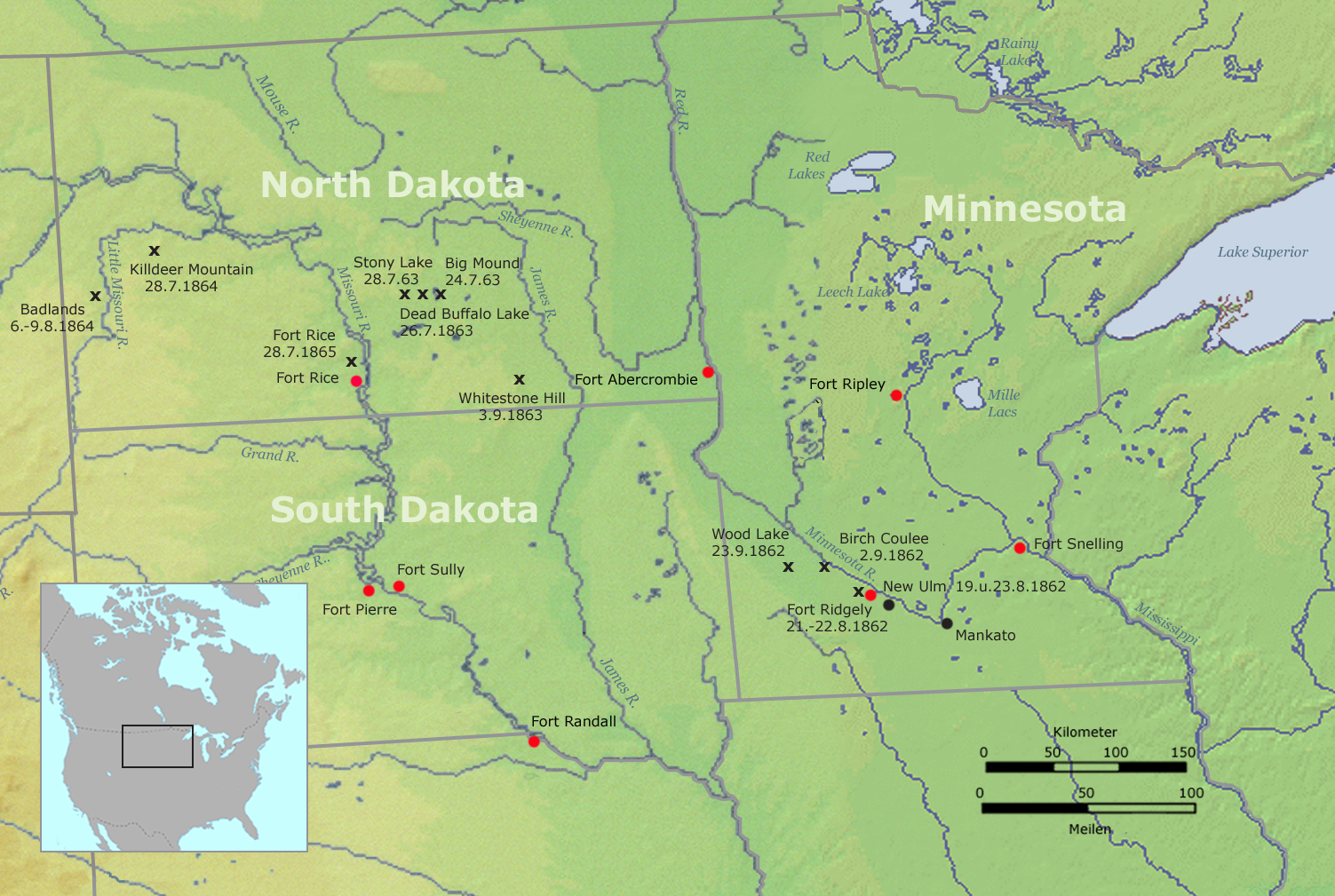
Territoire embrasé par la révolte des Sioux

Le 23 juillet 1851, le "Traité de la Traverse des Sioux" (Traverse des Sioux Treaty) fut signé entre le gouvernement des États-Unis et les Sioux du territoire du Minnesota, et fut mis en application par la Commission des Affaires indiennes. Ce traité avait pour objectif d'obtenir les riches terres agricoles qui se trouvaient dans le Minnesota. De vastes étendues de terres furent ainsi cédées à partir de l'Iowa jusqu'à la frontière canadienne. Des tribus Sioux telles que les Sisseton et Wahpeton hésitèrent à se déshériter, mais les pressions étaient tellement fortes, qu'ils cédèrent avec réticence sous la menace du gouvernement fédéral.
Ce traité aggrava les conditions de vie des Amérindiens. Plusieurs facteurs aboutirent à la révolte des Indiens des plaines :
- une ruée des colons blancs déferla sur ces nouveaux territoires ;
- une volonté de posséder davantage de terres par les autorités du gouvernement fédéral ;
- une incapacité à payer les rentes promises aux Amérindiens ;
- de nouvelles réductions des terres ancestrales qui aboutirent à la perte de territoires de chasse et de pêche.

Le mécontentement de l'ensemble des tribus Sioux du Dakota aboutira à la Guerre des Indiens des plaines qui durera une trentaine d'années.

## La guerre des Sioux de 1862

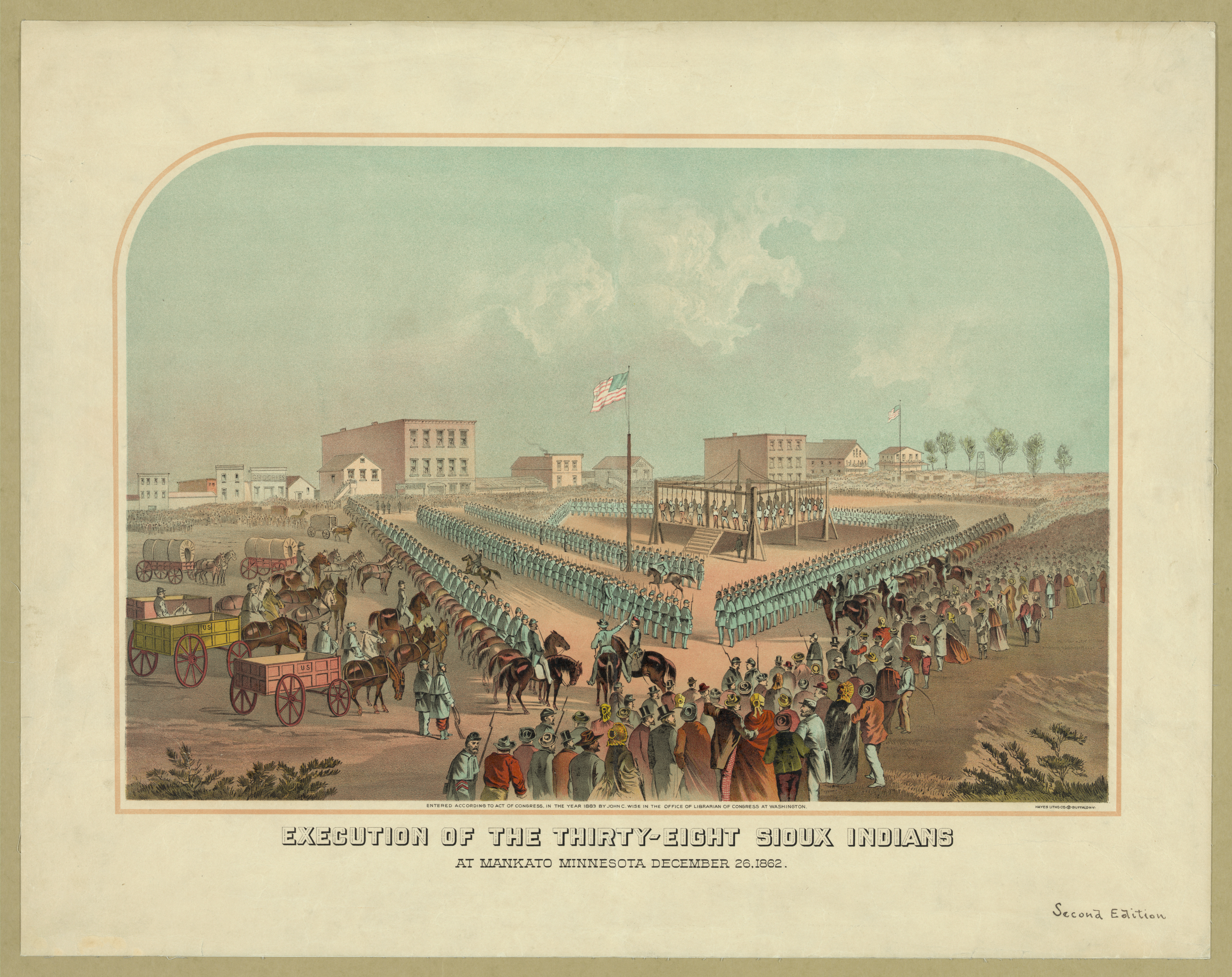
Exécution de 38 Sioux en 1862

Le mécontentement des Sioux tourna à la révolte. Le soulèvement des Amérindiens se généralisa bientôt dans tout le Minnesota et le Dakota voisin. Si quelques pionniers blancs furent tués, rapidement l'armée américaine envoya d'importants renforts pour mater dans le sang cette révolte amérindienne.
Cette guerre fera plus d'un millier de morts dont plus de 800 Sioux. 
Près de deux mille Amérindiens furent capturés. Ils ont finalement été jugés dans des procès de masse. 303 furent jugés coupable de crimes de guerre et condamnés à mort. Sur ces condamnés, 38 hommes furent pendus le lendemain de Noël, dans la plus grande exécution de masse de l'histoire des États-Unis. 

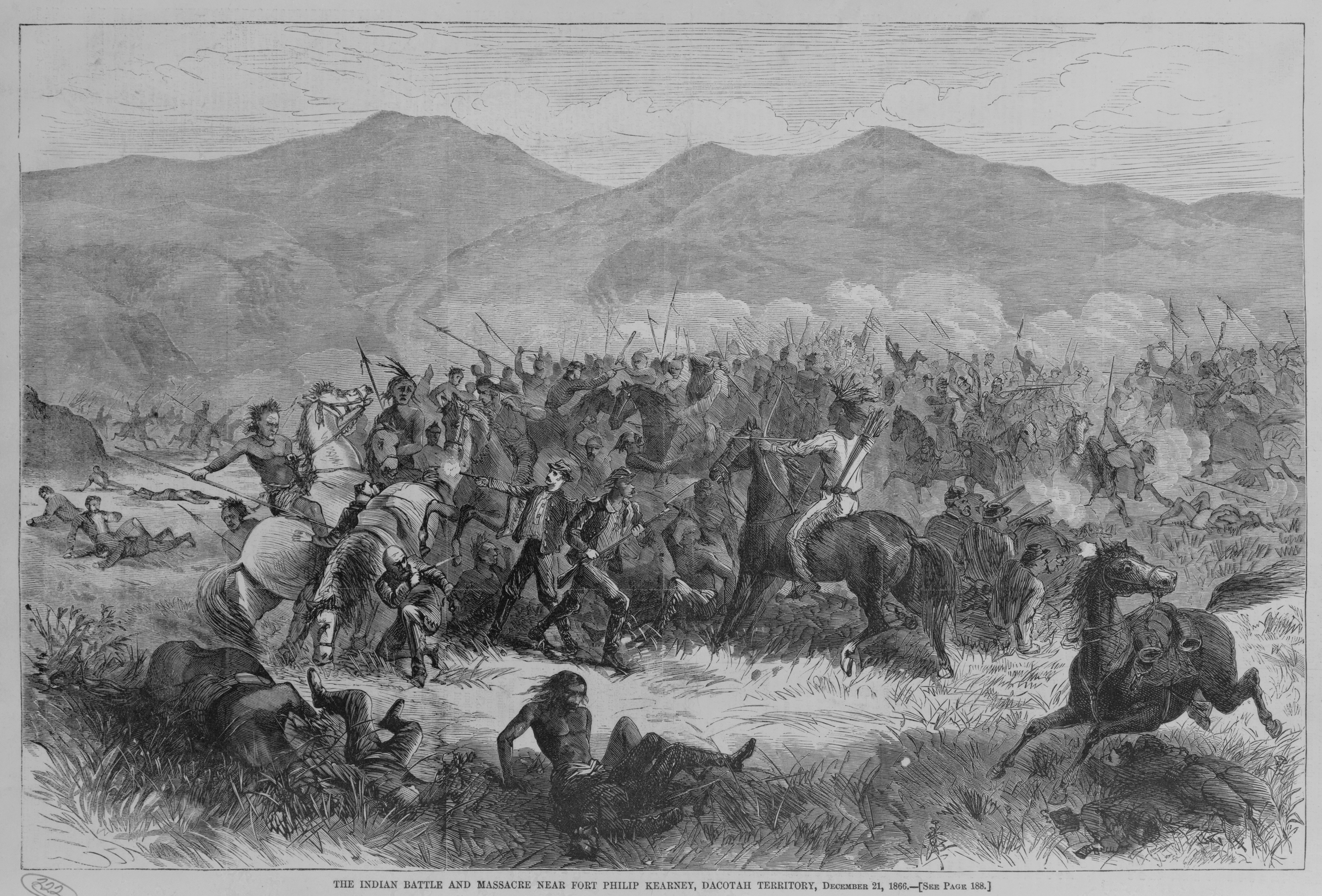
Combats des Sioux et Cheyennes contre l'armée américaine en 1866 dans le Dakota

En 1866, Gabriel Renville fut nommé chef des tribus Sisseton-Wahpeton par le "Département de la Guerre des États-Unis". 
Cet encadrement militaire, la répression, les combats sporadiques et la spoliation de leurs terres continuèrent. La pacification militaire aboutit en 1890 au massacre de Wounded Knee.

## La réserve indienne de Lac Traverse

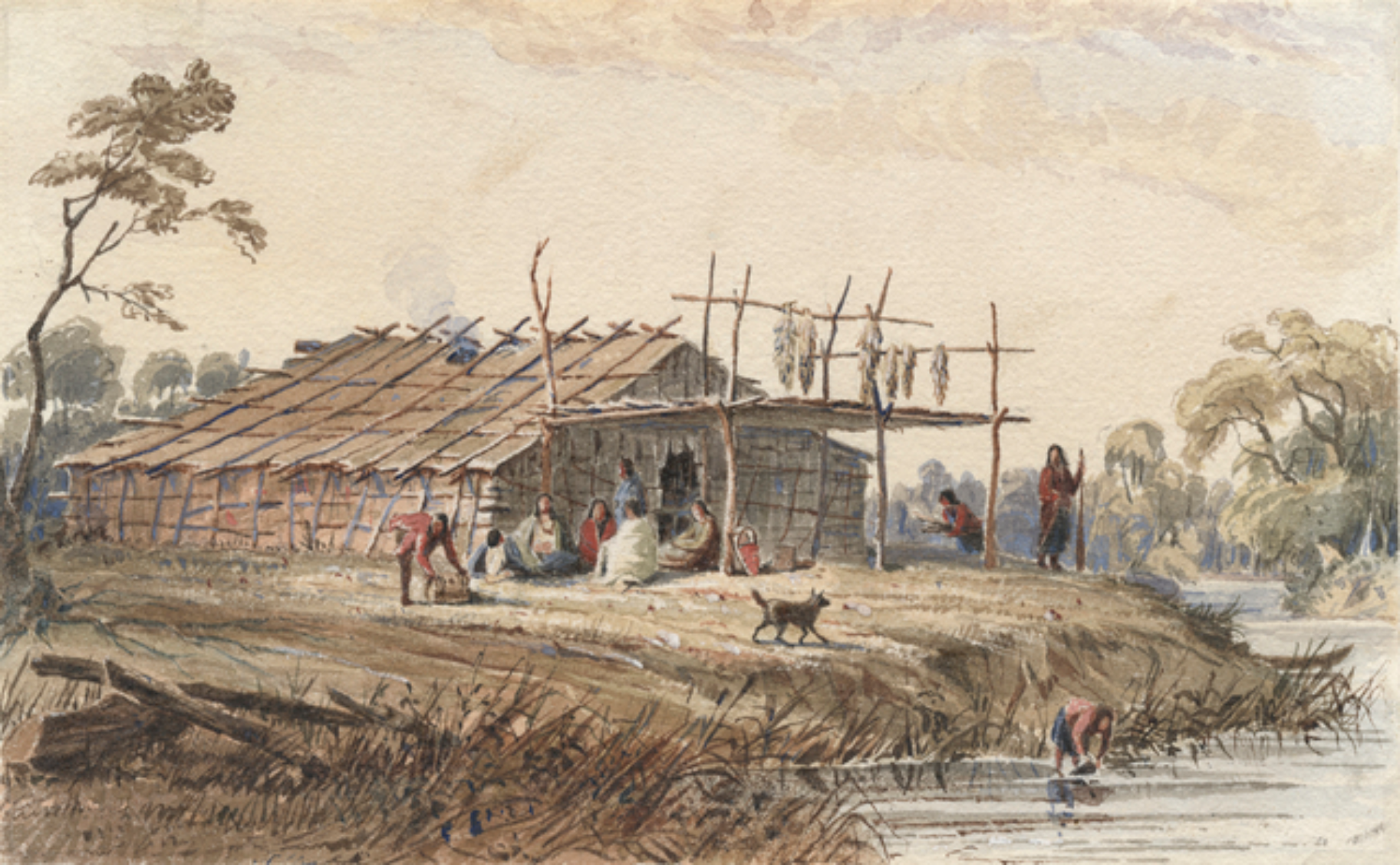
Résidence permanente Sioux, 1846

La réserve indienne de "Lake Traverse Indian Reservation" fut créée par le Traité de lac Traverse de 1867 qui en établit les limites territoriales. 
Les limites de la réserve s'étendent à travers trois comtés chacune dans le Nord et le Dakota du Sud. La réserve s'étend sur plus de 400 kilomètres carrés sur six comtés. Dans cette réserve, un tiers du territoire est la propriété de la tribu et les deux tiers restant par les membres des tribus. Les Amérindiens Sioux des tribus Sisseton-Wahpeton conservent des droits sur l'environnement sous l'autorité tribale en coordination avec les lois fédérales, pour la protection des terres et des ressources au sein des limites de la réserve par le biais d'élaboration de codes et de concertation.
En 2002, Le peuple des Sisseton-Wahpeton ajouta à son appellation le mot Oyate pour se dénommer les "Sisseton Wahpeton Oyate". En langage Sioux traditionnel Dakota, Oyate est mot qui signifie peuple ou nation.

## Personnalités célèbres Siseton-Wahpeton
- Gabriel Renville fut un chef des Sisseton and Wahpeton.
- L'acteur Floyd Red Crow Westerman était originaire de la réserve indienne de Lake Traverse Reservation.